# Gratkorn
Gratkorn – gmina targowa w Austrii, w kraju związkowym Styria, w powiecie Graz-Umgebung. Liczy 7791 mieszkańców (1 stycznia 2015).